# Логан Лерман
Логан Лерман (англ. Logan Lerman; нар. 19 січня 1992, Беверлі-Гіллз) — американський актор.

## Біографія
Логан Вейд Лерман народився 19 січня 1992 року в Беверлі-Гіллз, штат Каліфорнія, США, у єврейській родині. Його предки були єврейськими іммігрантами з Польщі, Росії та Литви.
Логан розповідає, що почав захоплюватись акторським мистецтвом з п'яти років. Більшість його родичів працюють у сфері медицини, тому в інтерв'ю в жарт називає себе "білою вороною".
Почав свою акторську кар'єру з реклам у середині 90-х років, з початку 2000-х почав зніматись у фільмах та серіалах. На екрані дебютував в 2000 році, знявшись у ролі сина героя Мела Гібсона в фільмі «Патріот». У тому ж році разом з Гібсоном знявся у фільмі «Чого хочуть жінки». Логан також відомий завдяки фільмам «Ефект метелика», «Фатальне число 23», «3:10 Поїзд на Юму», «Геймер», «Персі Джексон та викрадач блискавок».
Зіграв головну роль разом з Аль Пачіно у драматичному серіалі від Amazon "Мисливці" про боротьбу з нацистами у США у 1977 році.

## Фільмографія
| Фільми      | Фільми                                | Фільми                             |
| Рік         | Фільм                                 | Роль                               |
| ----------- | ------------------------------------- | ---------------------------------- |
| 2000        | Чого хочуть жінки                     | Молодий Нік Маршал                 |
| 2000        | Патріот                               | Вільям Мартін                      |
| 2001        | Автомобільні прогулянки із хлопчиками | Джейсон 7 років                    |
| 2004        | Ефект метелика                        | Еван Треборн, 7 років              |
| 2006        | Крик сови                             | Рой Еберхардт                      |
| 2007        | Число 23                              | Робін Спарров                      |
| 2007        | 3:10 Поїзд на Юму                     | Вільям Еванс                       |
| 2007        | Привіт, Біл!                          | підліток                           |
| 2009        | Геймер                                | Саймон Сільвертон                  |
| 2009        | Мій єдиний                            | 15 річний Джордж Гемільтон (актор) |
| 2010        | Персі Джексон та викрадач блискавок   | Персі Джексон                      |
| 2011        | Мушкетери                             | д'Артаньян                         |
| 2012        | Переваги скромників                   | Чарлі                              |
| 2013        | Персі Джексон: Море чудовиськ         | Персі Джексон                      |
| 2013        | Самотній в Нью-Йорку                  | Томас                              |
| 2014        | Ной                                   | син Ноя — Хам                      |
| 2014        | Лють                                  | Норман "Машина" Елісон             |
| 2016        | Обурення                              | Маркус Месснер                     |
| 2017        | Зникнення Сідні Голла                 | Сідні Холл                         |
| 2018        | Sgt. Stubby: An American Hero         | Роберт Конрой (голос)              |
| 2019        | End of Sentence                       | Шон Фогл                           |
| 2020        | Ширлі                                 | Фред Немсер                        |
| 2022        | Швидкісний поїзд                      | Син                                |
| Телебачення |                                       |                                    |
| Рік         | Назва                                 | Роль                               |
| 2003        | A Painted House                       | Люк Чендлер                        |
| 2003        | 10-8: Officers on Duty                | Боббі Джусто                       |
| 2003        | The Flannerys                         | Раян Фланері                       |
| 2004-2005   | Джек & Боббі                          | Боббі МакКалістер                  |
| 2020        | Мисливці                              | Джона Хайдельбаум                  |
| 2024        | Нам пощастило                         | Едді Курц                          |

## Цікаві факти
- Стати актором Логан захотів вже в ранньому дитинстві, в цьому його надихнули фільми з Джекі Чаном.